# Pellaines
Pour les articles homonymes, voir Pellen (homonymie).
Pellaines (en néerlandais Pellen, en wallon Pelinne) est une section de la commune belge de Lincent située en Région wallonne dans la province de Liège. C'était une commune à part entière avant la fusion des communes de 1977.

## Démographie
- Sources:INS, Rem:1831 jusqu'en 1970=recensements, 1976= nombre d'habitants au 31 décembre

## Patrimoine et culture

### Patrimoine architectural
- Le château-ferme, XVIIIe et XIXe siècle.
- Le moulin, XVIIIe et XIXe siècles.
- L'église Saint-Barthélemy, 1868.
- La chapelle Notre-Dame-de-Bons-Secours, XVIIIe siècle.